# Erin Moriarty
Erin Elair Moriarty (Nova Iorque, 24 de junho de 1994) é uma atriz americana. Ela é mais conhecida por seu papel como Annie January / Starlight na série da Amazon Prime Video The Boys (2019–presente), baseada na série de quadrinhos de mesmo nome. Antes de The Boys, ela teve papéis notáveis em Jessica Jones da Netflix (2015), True Detective da HBO (2014) e Red Widow da ABC (2013). Fora da televisão, ela apareceu em aclamados filmes independentes The Kings of Summer, Captain Fantastic, entre outros.

## Início da vida
Moriarty nasceu e foi criada em Nova Iorque. Ela começou a atuar aos onze anos, estrelando como Annie em uma produção de teatro comunitário de 2005 de Annie. Após a formatura do ensino médio, ela adiou a faculdade para seguir atuando.

## Carreira
Moriarty foi escalada para seus primeiros papéis profissionais na adolescência, atuando nas séries de televisão One Life to Live e Law & Order: Special Victims Unit. Seus primeiros papéis de destaque foram como a filha de Vince Vaughn no filme de comédia de 2012 The Watch; Kelly, o interesse amoroso do personagem de Nick Robinson, na comédia indie de 2013 The Kings of Summer; e Natalie, filha do personagem principal, na curta série dramática da ABC Red Widow.
Ela então foi escalada para um papel coadjuvante no filme de ficção científica After the Dark, que estreou em 2013, e teve um papel recorrente na primeira temporada de True Detective como Audrey Hart, a filha problemática do personagem de Woody Harrelson. Em setembro de 2014, Erin Moriarty foi nomeado um dos melhores atores com menos de vinte anos pelo IndieWire. No mesmo ano, ela foi escalada para Ouija, mas suas cenas foram removidas do filme final, após refilmagens.
Em fevereiro de 2015, foi anunciado que ela se juntou ao elenco principal de Jessica Jones, da Netflix. Na primeira temporada da série, que foi lançada em novembro de 2015, Moriarty interpretou Hope, uma estudante universitária cuja vida é arruinada por Kilgrave, o principal vilão.
Ela apareceu em Blood Father, um filme de 2016 estrelado por Mel Gibson. Seu papel como filha de Gibson em Blood Father recebeu elogios de críticos como Manohla Dargis do The New York Times, Alonso Duralde do TheWrap, e Owen Gleiberman da Variety, mas Ignatiy Vishnevetsky do The AV Club sentiu ela não era convincente e Allen Salkin do Daily News sentiu que ela foi ofuscada por nomes como Gibson e William H. Macy. Mais tarde naquele ano, ela estrelou o filme de terror Within. Moriarty também teve um papel coadjuvante no filme aclamado pela crítica Capitão Fantástico, no qual ela interpreta o interesse amoroso do personagem de George MacKay. Para este filme, ela foi nomeada para o Screen Actors Guild Award por Melhor Performance de Elenco em um Filme.
Em junho de 2016, ela foi escalada para o papel principal do longa-metragem da LD Entertainment, The Miracle Season, junto com Danika Yarosh e Helen Hunt; o filme foi lançado em 2018. Também em 2018, ela apareceu nos filmes The Extraordinary Journey of the Fakir e Monster Party. Mais tarde naquele ano, ela apareceu em Driven, que gira em torno da operação policial que derrubou o magnata automobilístico John DeLorean; o filme estreou no Festival de Cinema de Veneza de 2018 e foi filmado em Porto Rico em 2017 durante o furacão Maria.
Em dezembro de 2017, ela foi escalada como Annie January / Starlight em The Boys, adaptação da Amazon Studios da história em quadrinhos de Garth Ennis e Darick Robertson com o mesmo nome. A série foi lançada em julho de 2019. A segunda temporada do programa estreou em setembro de 2020 com uma terceira temporada inicialmente programada para ser lançada em 2021, mas foi adiada até 3 de junho de 2022.

## Filmografia

### Filme
| Ano  | Título                                 | Função              | Notas |        |
| ---- | -------------------------------------- | ------------------- | --- | ------ |
| 2012 | The Watch                              | Chelsea McAllister  | |        |
| 2013 | The Kings of Summer                    | Kelly               | |        |
| 2014 | After the Dark                         | Vivian              | |        |
| 2016 | Blood Father                           | Lydia Link          | |        |
| 2016 | Capitão Fantástico                     | Claire McCune       | Indicado — Screen Actors Guild Award por Melhor Performance de Elenco em um Filme Indicado — Seattle Film Critics Society Award de Melhor Elenco |        |
| 2016 | Within                                 | Hannah Alexander    | |        |
| 2017 | Kong: Skull Island                     | Convidado do Bar #3 | Camafeu |        |
| 2018 | The Miracle Season                     | Kelley Fliehler     | |        |
| 2018 | The Extraordinary Journey of the Fakir | Marie Riviere       | |        |
| 2018 | Driven                                 | Katy Connors        | |        |
| 2018 | Monster Party                          | Alexis Dawson       | |        |
| 2021 | Pakiri                                 |                     | |        |
| 2023 | Catching Dust                          | Geena               | filmando |        |
| 2023 | True Haunting                          | Marsha Becker       | Pós-produção | [ 29 ] |

### Televisão
| Ano           | Título                            | Função                    | Notas                         |  |
| ------------- | --------------------------------- | ------------------------- | ----------------------------- |  |
| 2010          | One Life to Live                  | Whitney Bennett           | 6 episódios                   |  |
| 2011          | Law & Order: Special Victims Unit | Dru                       | Episódio: "Voo"               |  |
| 2013          | Red Window                        | Natalie Walraven          | Papel principal               |  |
| 2014          | True Detective                    | Audrey Hart               | 3 episódios                   |  |
| 2015          | Jessica Jones                     | Hope Shlottman            | Papel principal (temporada 1) |  |
| 2017          | Pillow talk                       | Autumn                    | Episódio: "Cancún"            |  |
| 2019–presente | The Boys                          | Annie January / Starlight | papel principal, 24 episódios |  |

### Vídeoclipe
| Ano  | Título                         | Artista                      |
| ---- | ------------------------------ | ---------------------------- |
| 2018 | "Have You Ever Seen the Rain?" | Creedence Clearwater Revival |

## Discografia
A estreia da segunda temporada de The Boys apresentou uma música original "Never Truly Vanish", na qual Moriarty forneceu os vocais. A música foi lançada mais tarde na trilha sonora da segunda temporada da série em 9 de outubro de 2020.